# Plemelj
Plemelj je priimek več znanih Slovencev:
- Anton Plemelj (1923—2007), slikar
- Janez Plemelj, gradbenik
- Josip Plemelj (1873—1967), matematik, univerzitetni profesor, rektor, akademik
- Slavko Plemelj (1891—1943), lovec, ribič, publicist
- Viktor Plemelj (1906—2002)?, golootoški zapornik, sodelavec Pavlihe